# گربه‌خوان ارفک
گربه‌خوان ارفک (نام علمی: Ailuroedus arfakianus) نام یک گونه از سرده گربه‌خوان‌ها است.